# Хлои Куцумбели
Хлои Куцумбели (на гръцки: Χλόη Κουτσουμπέλη) е гръцка поетеса и писателка на произведения в жанра лирика, любовен роман и драма.

## Биография и творчество
Хлои Куцумбели е родена в Солун, Гърция през 1962 г. Следва право в Солунския университет „Аристотел“. След дипломирането си в продължение на 18 години работи в банковия сектор.
Издала е няколко стихосбирки, два романа, и две театрални пиеси. Първата ѝ книга, стихосбирката „Σχεσεισ σιωπησ“ (Връзки на мълчанието), е издадена през 1984 г. Следват стихосбирките: „Нощта е кит“ (1990), „Напускането на лейди Капа“ (2004), „Езерото, градината и загубата“ (2006), „Лисицата и червеният танц“ (2009), „В древния свят здрачът идва рано“ (2012), „Задочна клиника“ (2014) и др.
Нейната стихосбирка, „Οι ομοτράπεζοι της άλλης γης“ („Връстниците от другата земя“), издадена през 2016 г., е отличена с Националната награда за литература за 2017 г.
Стиховете ѝ са преведени на много езици и са включени в много чуждестранни и гръцки поетични антологии и списания. Те са преведени на английски, френски, немски, италиански, испански и български.
Първият ѝ роман „Ψιθυριστά“ („Прошепнато“) е издаден през 2002 г. Той представя 2 любовни истории – едната в съвременния Солун и друга, съответстваща на първата, която се развива в англосаксонска страна от XIX век. Чрез тях се показват промените в човешките взаимоотношения във вековете, а и кои от тях остават същите.
Сътрудничи си с литературните списания: „Παρατηρητής“, „Ρεύματα“, „Εντευκτήριο“, „Ν. Πορεία“, „Πάροδος“, „Εμβόλιμον“, „Πλανόδιον“, „Μανδραγόρας“, „Κουκούτσι“, „Πόρφυρας“, „Ένεκεν“ (където отговаря за литературните страници), „Δίοδος“, „Νέα Ευθύνη“, както и в електронните списания „e-poema“, „poeticanet“, „diastixo“, „Bibliotheque“ и др.
Тя е член на Солунското дружество на писателите, Дружеството на писателите и Кръга на поетите. Хлои Куцумбели живее със семейството си в Солун.

## Произведения

### Поезия
- Σχεσεισ σιωπησ (1984)
- Η νυχτα ειναι μια φαλαινα (1990)
- Η αποχωρηση τησ Λαιδησ Καπα (2004)
- Η λιμνη ο κηποσ και η απωλεια (2006)
- Η αλεπου και ο κοκκινοσ χοροσ (2009)
- Στον αρχαιο κοσμο βραδιαζει πια νωρισ (2012)
- Κλινικα απων (2014)
- Απαγορευεται η κυκλοφορια – електронна книга с фотографии на Панайотис Папатеодоропулос
- Η μυστικη ζωη των ποιηματων – електронна книга с фотографии на Панайотис Папатеодоропулос
- Οι ομοτράπεζοι της άλλης γης (2016)
- Το σημείωμα της οδού Ντεσπερέ (2018)

### Самостоятелни романи
- Ψιθυριστά (2002)
- Ο βοηθός του κυρίου Κλάιν (2017)

### Пиеси
- Ορφέας στο Μπαρ (2005)
- Το ιερό δοχείο (2015)